# Европейский гепард
Европейский гепард (лат. Acinonyx pardinensis) — крупный вид вымерших гепардов из семейства кошачьих, обитавший на территории Европы. Уже к началу позднего плиоцена гепард широко распространился по Евразии. В Европе его самые ранние находки датируются возрастом 3 млн лет и часто встречающиеся в виллафранкских отложениях.
Большинство из найденных ископаемых остатков единичны. Наибольшее количество остатков было найдено во Франции, в долине Сент-Валльер — восточной части долины Роны датируются возрастом примерно 2 млн лет.
Самые поздние его ископаемые остатки датируются возрастом примерно 500 тыс. лет и были найдены на территории Мосбаха, Германия. Также гепард присутствует на наскальных рисунках пещеры Шове, из Франции, выполненных около 30 тыс. лет назад.

## Характеристика
Европейский гепард был гораздо крупнее и тяжелее современного африканского вида, достигал роста льва и был менее специализированным. Однако, у него уже были хорошо выраженные основные черты специализации: удлинённые конечности, слабые клыки и другие.
Длина тела 130—150 см, длина хвоста 70—95 см. Масса 60—90 кг. Высота в плечах составляла 90—120 см. Пропорции тела были идентичны африканскому гепарду.
Морфология зубной системы европейского гепарда отличается от современного гепарда: было установлено восемь общих признаков с гепардом, два с леопардом, пять — переходных и два — неопределённых.
Благодаря наличию мощных клыков, можно предложить, что он успешно охотился не только на газелей, но и на более тяжёлую и крупную добычу, например ранних лошадей, гиппарионов, Procamptoceros, Gallogoral meneghini и степных оленей.
Существует также предположение, что большая масса могла означать и большую мышечную массу, благодаря которой он мог при беге ускоряться ещё быстрее, чем современный африканский гепард. Вероятно, его методы охоты напоминали таковые у современных гепардов.